# Dudley Do – Right
Dudley Do-Right ist eine US-amerikanische Filmkomödie aus dem Jahr 1999, die auf der US-Zeichentrickserie The Dudley Do-Right Show (um 1960) von Jay Ward basiert. Regie führte Hugh Wilson, der auch das Drehbuch schrieb.

## Handlung
Dudley Do-Right ist ein kanadischer Mountie. Er ist in Nell Fenwick verliebt, die er seit der Kindheit kennt. Fenwick kehrt nach einigen Jahren Abwesenheit und einem Studium in ihren Heimatort zurück. Do-Right kennt seit der Kindheit ebenfalls den Anführer einer kriminellen Organisation Snidely Whiplash, gegen den er kämpft.
Whiplash verbreitet Gerüchte über Vampire und jagt dadurch Dudley Do-Right Angst ein. Die anderen Ortsbewohner fliehen aus der Stadt. Whiplash lässt einen Goldsucher in den Medien Informationen über angeblich im Ort gefundenes Gold verbreiten. Dies provoziert einen Goldrausch, infolgedessen zahlreiche Immigranten aus den USA in den von Whiplash übernommenen Ort kommen.
Do-Right wird von dem Goldsucher – der ebenfalls seine verschollene Frau sucht – in Kampfsportkunst unterrichtet. Zum Abschied bekommt er von dem Goldsucher eine Kettensäge, die er jedoch nur für friedliche Zwecke nutzen solle. Währenddessen wirbt Whiplash um Fenwick, die er malt. Do-Right kommt, fordert Whiplash zum künstlerischen Wettbewerb auf und schneidet mit der Kettensäge eine Hecke zur Gestalt von Fenwick zu. Sie geht mit Do-Right und schaut zu, wie der Polizist in einer Show des benachbarten Indianerstammes auftritt.
Whiplash und seine Männer überfallen den Indianerstamm, der sich zuerst mit Leuchtraketen und dann mit Steinen wehrt. Do-Right reitet auf seinem Pferd auf zwei Panzer des Bösewichts zu, die auf den Polizisten schießen und sich schließlich gegenseitig zerstören. Eine angekommene Abteilung der Royal Canadian Mounted Police verhaftet Whiplash und seine Leute. Es stellt sich heraus, dass sie von der Ehefrau des Goldsuchers gefunden wurde, die sich als Ministerpräsidentin des Landes erweist. Do-Right und Fenwick heiraten.

## Kritiken
Der Film erhielt überwiegend negative Kritiken und erreichte bei Rotten Tomatoes eine Bewertung von 16 %, basierend auf 45 Kritiken. Bei Metacritic konnte ein Metascore von 44, basierend auf 23 Kritiken, erzielt werden.
Roger Ebert schrieb in der Chicago Sun-Times vom 27. August 1999, der Film sei eine „geniale“ Version eines alten Cartoons mit Humor für Kinder und Erwachsene. Brendan Fraser wirke in seiner Rolle „standhaft“ und „gutgläubig“.
Das Lexikon des internationalen Films schrieb, der Film biete „anspruchslose Unterhaltung“, die „trotz vieler Anspielungen und vermeintlich treffender Gags hinter den Erwartungen zurück“ bleibe und „nicht mehr als eine bunte Mischung aus Kalauern, Slapstick und Parodistischem“ sei.

## Hintergründe
Der Film wurde in Vancouver und in einigen anderen Orten in British Columbia gedreht. Seine Produktionskosten betrugen schätzungsweise 70 Millionen US-Dollar. Der Film spielte in den Kinos der USA ca. 9,7 Millionen US-Dollar ein. In einigen Ländern wie Argentinien, Deutschland und Großbritannien wurde er direkt auf Video veröffentlicht.